# 埃弗里茨敦 (新澤西州)
埃弗里茨敦（英語：Everittstown）是位於美國新澤西州亨特登縣的非建制地區。

## 歷史
埃弗里茨敦的郵局於1848年設立，其後於1912年停運。

## 地理
埃弗里茨敦所處的海拔為高於海平面98米（即322英呎），而該地所採用的時區為UTC-5，即北美东部时区（EST）。同時該地設有夏令時間，為UTC-5調快一小時，即UTC-4（EDT）。